# Новоспасское (Ульяновская область)
Новоспа́сское — рабочий посёлок в Новоспасском районе Ульяновской области России, административный центр Новоспасского муниципального района и Новоспасского городского поселения.

## География
Расположен на реке Сызрани. Расстояние до областного центра города Ульяновска 122 км.

## Название
Новоспасское — название дали по имени церкви, которую построили в 1700 году. Первоначально называлось Соловцово.

## История
Село возникло в XVII веке и называлось Соловцово по фамилии владельца села П. Г. Соловцева.
В 1700 году помещиком Петром Гавриловичем Соловцовым был построен двухэтажный каменный храм. Престолов в нём четыре: в верхнем этаже (холодный) главный — в честь Преображения Господня и в приделе — во имя св. Апостола и Евангелиста Иоанна Богослова; в нижнем этаже (тёплый): главный — во имя преподобного Сергия Радонежского и в приделе — во имя св. великомученика Иоанна воина. В приходе есть каменная часовня — склеп, построенная в 1829 году помещиком Иван Ивановичем Нечаевым.
В 1780 году, при создании Симбирского наместничества, «село Новоспасское Соловцово, помещичьих крестьян, все оные шесть селений при реке Сызране», вошло в состав Канадейского уезда, в котором жило 522 ревизских душ.
На 1795 год село принадлежало помещику Ивану Ивановичу Нечаеву.
В Отечественной войне 1812 года, приняли участие и наши земляки, среди которых крестьяне по имени Мурановы, Барановы, Соловьёвы, которые были отмечены царскими наградами.
В 1859 году село Новоспасское входило в состав 2-го стана Сызранского уезда Симбирской губернии, в котором в 410 дворах жило 1887 человек.
В 1861 году село стало центром Новоспасской волости.
В 1874 году через село Новоспасское прошла железная дорога — Сызранско-Вяземская железная дорога.
С 1914 по 1921 год в селе находился Новоспасский лагерь военнопленных. 
С 1928 года административный центр Новоспасского муниципального района.
27 июня 1966 года, решением Ульяновского областного Совета депутатов трудящихся, село Новоспасское отнесено к категории рабочих посёлков.
В 2005 году р.п. Новоспасское стал административным центром Новоспасское городское поселение.
2 августа 2019 года в городе прошло совещание областей Поволжья по вопросу ветеринарии, на котором выступили заместитель министра сельского хозяйства РФ Увайдов, Максим Иосифович и губернатор области Морозов, Сергей Иванович.

## Население
| 1859    | 1959    | 1970    | 1979    | 1989    | 2002    | 2009    |
| ------- | ------- | ------- | ------- | ------- | ------- | ------- |
| 1887    | ↗4697   | ↗6250   | ↗8392   | ↗9915   | ↗11 038 | ↗11 105 |
| 2010    | 2012    | 2013    | 2014    | 2015    | 2016    | 2017    |
| ↘11 075 | ↘10 982 | ↘10 951 | ↘10 860 | ↘10 796 | ↗10 798 | ↘10 702 |
| 2018    | 2019    | 2020    | 2021    |         |         |         |
| ↘10 676 | ↘10 643 | ↘10 619 | ↗10 780 |         |         |         |

## Экономика
В посёлке развита промышленность: ООО «Силикат» выпускает силикатный кирпич и тротуарную плитку; ООО «Старатели» — выпуск сухих строительных смесей; ООО «НС-Ойл» — переработка нефти; ПАО «Новоспасский элеватор»; ПАО «Новоспасскмежрайгаз»; хлебокомбинат; несколько фирм занимающихся перевозкой грузов (ООО: «Центротех», «Удача-ТрансАвто», ПАО «Новоспасскавтотранс», ООО «СВ-Лига» и другие); автовокзал; телерадиоретранслятор.
Железнодорожная станция Новоспасское Куйбышевской железной дороги.

## Инфраструктура
- В Новоспасском имеются краеведческий музей, дворец культуры, кинотеатр «Октябрь».

- Выпускается газета: «Сельская правда», ранее также была еженедельная газета «Южный город — Новоспасское».

- В эфир выходит программа радио «Спасское». Вещает радиостанция Милицейская волна — 104,9 FM.

- До 2017 года работал местный телеканал «Сфера-ТВ» (программы велись на телеканале «Рен-ТВ»).

- Образование представляют четыре детских сада, две средние школы, школа искусств, центр детского творчества, Новоспасский технологический техникум[25], представительства и филиалы ВУЗов Ульяновска и Тольятти.

- В 2011 году открыт физкультурно-оздоровительный комплекс с бассейном «Центр-Юг».

- В декабре 2012 года открыт дворец спорта «Олимп» с искусственным льдом. Из спортивных сооружений имеется футбольное поле с искусственным покрытием. На территории рынка строится новый стадион с искусственным покрытием. Футбольная команда «Нефтяник» неоднократно становилась победителем Чемпионата Ульяновской области по футболу.

- Зоны отдыха: парк «Победы», 6 скверов («Молодожёнов», «300 лет Новоспасскому поселению», «55-летию Победы», «Мечта» и др.), пруд Зыков ключ, набережная реки Сызранки. На окраине посёлка расположена легендарная Маркина гора.

- В Новоспасском работает два маршрута городского транспорта. С 2024 года остался 1 маршрут.

- Торговые предприятия представлены различными магазинами и торговыми центрами. Имеется более десяти кафе. Есть рынок.

## Исторические памятники
- Обелиск расстрелянным белочехами красноармейцам Сальникову и Лазареву;
- Два памятника Ленину;
- Мемориальный комплекс Героям Советского Союза и Кавалерам 3-х Орденов Славы (р.п. Новоспасское, 2005 г.)[26];
- Памятник погибшим воинам в годы Великой Отечественной войны (1970-е г.)[27];
- Обелиск выпускникам школы № 1, погибшим в годы Великой Отечественной войны (1970-е г.)[27];
- Стела в честь земляков-лётчиков, защищавших рубежи России в военное и мирное время (2008 г.) (Памятник погибшим в Афганистане, самолёт-памятник «МиГ-17»)[27].
- Братская могила участников Великой Отечественной войны, погибших от ран в эвакогоспитале № 3999 (р.п. Новоспасское, кладбище.1960-е гг.)[28].

## Новоспасское в произведениях искусства
Авторами гимна города Ульяновск, поэтом Николаем Маряниным и композитором Сергеем Ляминым, создана песня «Новоспасский соловей».

## Религия
Православные храмы
- В 2005 году был построен Храм Спаса Преображения[29][30][31];
- Церковь Татианы[32]

Мечети
- Мечеть «Наиля»[33]

## Известные люди
- Тресвятский, Сергей Николаевич (1954 г. р.) — советский и российский лётчик-испытатель, заслуженный лётчик-испытатель Российской Федерации, космонавт-испытатель. С 1956 года семья жила в р. п. Новоспасское. Окончил Новоспасскую среднюю школу (1971)[34].
- Бочкарёв, Александр Панкратьевич
- Лукьянова, Дарья Александровна
- Текучёв, Анатолий Иванович
- Царёв, Алексей Сергеевич
- Мишина, Анастасия Александровна
- Яковлев, Василий Афанасьевич
- Бадигин, Михаил Петрович